# بینگو سوپرمارکت
بینگو سوپرمارکت (انگلیسی: Bingo) شرکت خرده‌فروشی بوسنیایی است، که در سال ۱۹۹۳ تأسیس شد.